# Zanesovići (jezero)
Zanesovići su umjetno jezero u istoimenom selu u Bosni i Hercegovini, nedaleko od grada Bugojna na relaciji Bugojno - Uskoplje (lijeva strana iz pravca Bugojna). 
Jezero je nastalo na mjestu nekadašnjeg površinskog kopa rudnika ugljena Gračanica. U jezeru ima šarana, babuški, klenova, kalifornijskih pastrva, somova i smuđeva.
Jezerom gospodari sportsko ribolovno društvo Bugojno osnovano 1946. godine.